# Mayis Agabeyov
Mayis Alishir oglu Agabeyov (en azerí: Mayis Əlişir oğlu Ağabəyov; Bakú, 1 de mayo de 1941 - Bakú, 17 de junio de 2020) fue un pintor y diseñador de producción de cine de Azerbaiyán, galardonado con el título "Artista del pueblo de la República de Azerbaiyán" en 2000.

## Biografía
Mayis Agabeyov nació el 1 de 1941 en la ciudad de Bakú. En el 1961 se graduó de la Escuela Estatal de Arte de Azerbaiyán en nombre de Azim Azimzade. Desde 1965 participó en numerosas exposiciones internacionales y republicanas con sus obras cinematográficas. Después de graduarse de la Universidad Panrusa Guerásimov de Cinematografía en Moscú en 1969, empezó a trabajar como diseñador de producción de cine en el estudio de cine Azerbaijanfilm. Desde 1996 enseñó en la Universidad Estatal de Cultura y Arte de Azerbaiyán. Fue profesor del Departamento de Pintura de la Academia Estatal de Arte de Azerbaiyán.
Mayis Agabeyov falleció el 17 de junio de 2020 en Bakú.

## Premios y títulos
- Artista de Honor de Azerbaiyán (1992;1993)[4][5]
- Artista del pueblo de la República de Azerbaiyán (2000)[6]
- Premio Humay (2012)